# Kevin Peterson dos Santos Silva
Kevin Peterson dos Santos Silva, noto semplicemente come Kevin (Teresina, 7 settembre 1997), è un calciatore brasiliano, difensore della Ferroviária in prestito dal Tombense.

## Caratteristiche tecniche
È un terzino destro.

## Carriera
Cresciuto nel settore giovanile del Mirassol, ha esordito in prima squadra il 23 febbraio 2015 disputando l'incontro del Campeonato Paulista Série A2 vinto 1-0 contro il Comercial-SP. Il 29 aprile 2019 ha esordito nel Brasileirão con la maglia del Goiás in occasione del match vinto 1-0 contro il Fluminense.

## Palmarès

### Competizioni statali
- Campeonato Paulista Série A2: 1

Guarani: 2018